# Gustav Holgersen
Gustav A. V. Holgersen (17. april 1919 – 2. juli 1999), var gennem et halvt århundrede en kendt kunstner og maler i Varde.
Han var desuden en tid tegnelærer på Sct. Jacobi gamle skole. 
Holgersen malede med vandfarve/akvarel, hans motiver var fra Varde. Når Holgersen satte sit staffeli op og begyndte at male, var mange unge i Varde hurtigt på stedet for at følge med. Gustav Holgersen har også lavet en del billeder i Lemvig. Omkring 1957